# 도리안테스속
도리안테스속(Doryanthes)은 도리안테스과(Doryanthaceae)의 유일 속이다. 도리안테스과는 속씨식물과의 하나로, 외떡잎식물군 내의 비짜루목으로 분류된다. 이 과가 분류학자들에게 인정된것은 비로소 최근의 일이다. 2009년의 APG III 분류 체계(1998년판 및 2003년판과 다르지 않음)는 이 과를 인정하고 있다.